# Гряды (станция)
Гря́ды — железнодорожная станция на московском направлении Санкт-Петербургского отделения Октябрьской железной дороги. Располагается в одноимённом пристанционном посёлке Маловишерского района Новгородской области. Обслуживает населённые пункты Большевишерского городского поселения: деревни Гряды и Горнешно, посёлок Дачный. В 2 км к востоку от платформы расположено озеро Горнешно.
На станции останавливаются все проходящие через неё пригородные электропоезда.

## История
Станция, IV класса, была открыта  1 (13) ноября 1851 года, под названием - Грядская, в составе Санкт-Петербурго-Московской железной дороги, название станции утверждено приказом МПС № 227 от 21 декабря 1850 года.  После переименовании дороги 8 (20) сентября 1855 года, станция в составе Николаевской железной дороги, а в 1863 году  получила официальное название в создаваемой сети железных дорог - Гряды.
Первоначально на станции было построено две каменные водонапорные башни ( которые сохранились до наших дней ) и две деревянные высокие платформы, по обеим сторонам от путей. В 1866 году, в связи с удлинением состава поездов, производились работы по удлинению пассажирских платформ. Во время правления Главным обществом российских железных дорог, с 1868 по 1893 годы, на станции был построен деревянный вокзал, размером 7,70х3,60 саж ( 15,4х7,2 м).
С 27 февраля 1923 года, после переименовании дороги, станция в составе Октябрьской железной дороги, приказом НКПС № 1028 от 20 августа 1929 года станция в составе Октябрьских железных дорог,
с 1936 года станция в составе Октябрьской железной дороги.
Согласно тарифному руководству № 4 от 1947 года, станция производит операции по приёму и выдачи только повагонных грузов, допускаемых к хранению на открытых площадках. В 1952 году согласно тарифному руководству № 4 станция производит также операции по отправке и приёму грузов мелкими отправками. Согласно тарифному руководству № 4 от 1965 года на станции дополнительно производит работы хранению грузов повагонными и мелкими отправками, загружаемых целыми вагонами на подъездных путях и местах необщего пользования, а также  продажа билетов на все пассажирские поезда. Согласно тарифному руководству № 4 от 1975 года операции по отправке и приёму грузов мелкими отправками не производится, а также прием и выдача грузов повагонными и мелкими отправками, загружаемых целыми вагонами, только на подъездных путях и местах необщего пользования. Согласно тарифному руководству № 4 от 2001 года на станции производится только продажа билетов на все пассажирские поезда, приём и выдача багажа.
На фотографиях 1961 года пассажирские платформы на станции низкие бетонные с асфальтовым покрытием, впоследствии  они были перестроены, и на 2022 год мы имеем высокие платформы.
В 1971 году присвоен код ЕСР № 0627, 1975 году присвоен новый код ЕСР № 06270, с 1985 года новый код АСУЖТ (ЕСР) № 041803, на 2021 год код № 041852.
В 1982 году станции присвоен код Экспресс-2 № 34140, с 1994 года новый код Экспресс-3 № 2004140.
Согласно картам 1930-х и 1940-х годов и сайту Сергея Болошенко от станции были проложены разные лесовозные и торфовозные линии:
1. В 1930х годах железнодорожная линия широкой колеи Гряды - Брагин Остров, длиной 10 км. По неподтверждённым данным, эта линия была разобрана в годы Великой Отечественной войны. После войны по её трассе была проложена лесовозная узкоколейная железная дорога, которая отражена на топографических картах 1980х годах. В конце 90х годов узкоколейная железная дорога была разобрана.
2. В 1930х годах построена торфовозная узкоколейная железная дорога и три рабочих посёлка для торфоразработок. На станции Гряды торф перегружался в вагоны широкой колеи. В 1950е годы добыча торфа была прекращена, некоторые ветки были разобраны, а основная линия передана в введение Грядского лесопункта, и стала использоваться как лесовозная. В середине 1970х годов узкоколейная железная дорога была закрыта и разобрана.
3. В 1930х годах построена торфовозная узкоколейная железная дорога от станции до болота Лебединый Мох, впоследствии в годы войны дорога продлена до Александровской Колонии ( 20 км ) для военных нужд. Узкоколейная железная дорога полностью разобрана.

## Расписание поездов
- Расписание электропоездов на сайте СЗППК
- Расписание электропоездов на Яндекс.Расписаниях
- Расписание электропоездов на tutu.ru
- Расписание поездов дальнего следования на poezda.net